# Erlöserkirche (Graz)

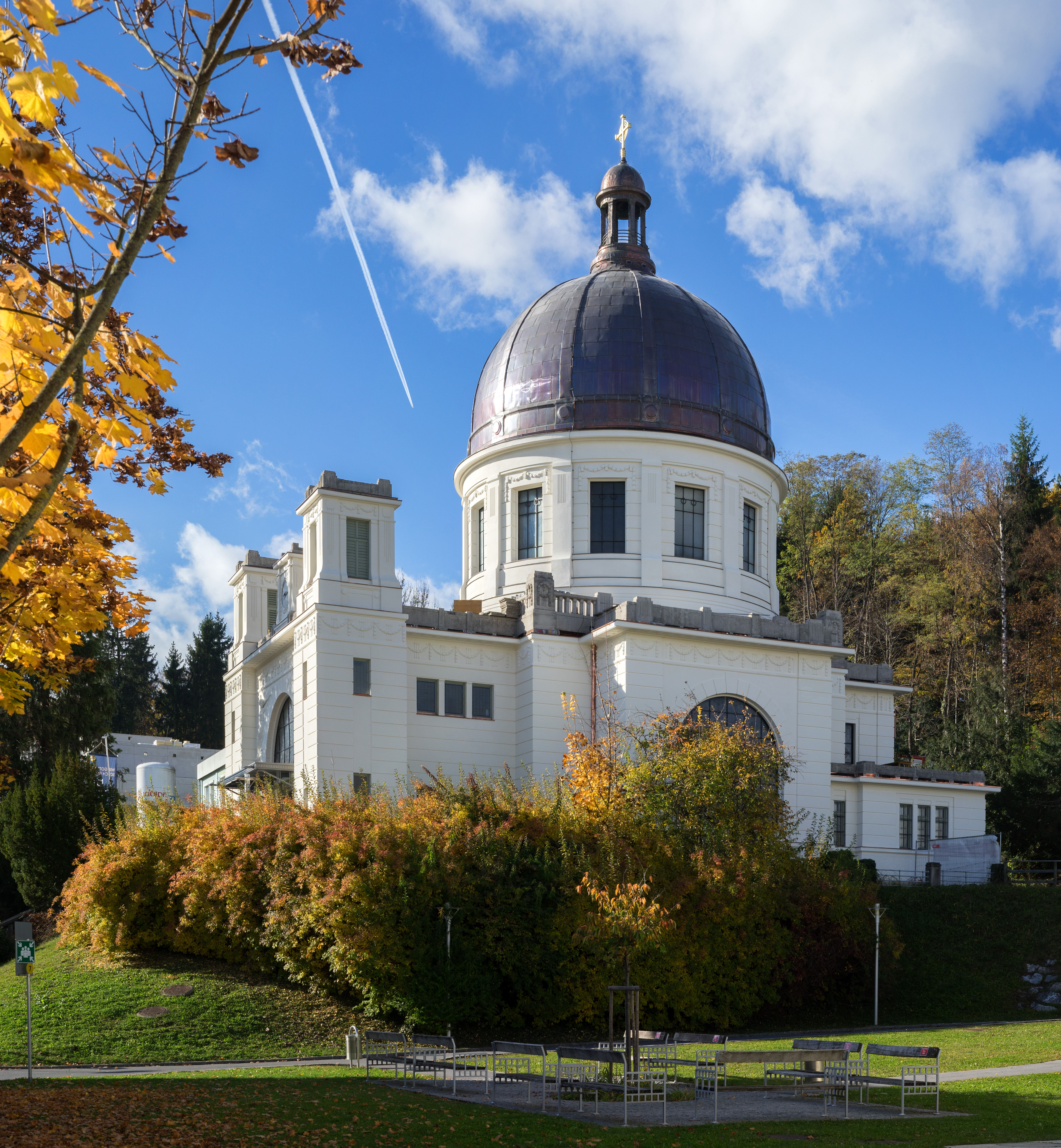
Anstaltskirche „Zum Heiligsten Erlöser“

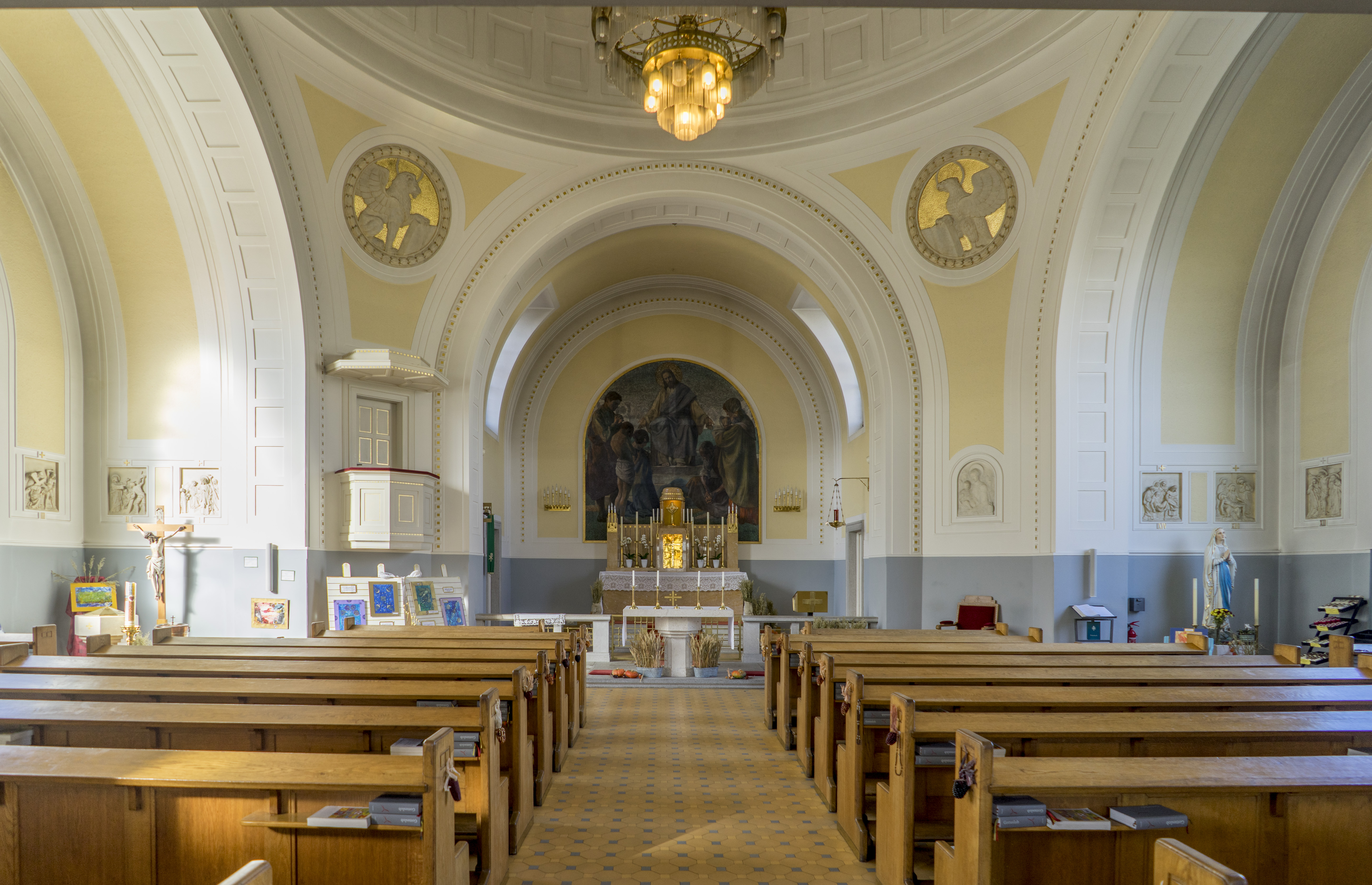
Der Innenraum der Kirche

Die Kirche zum Heiligsten Erlöser ist die Anstaltskirche des LKH-Universitätsklinikums in Graz-St. Leonhard und Pfarrkirche der Pfarre Graz-Heiligster Erlöser im Landeskrankenhaus im Dekanat Graz-Ost der Stadtkirche Graz.	

## Geschichte und Architektur
Nach dem Bau des neuen Krankenhauses in St. Leonhard löste sie die Antoniuskirche in der Paulustorgasse, in der sich das alte städtische Krankenhaus befand, als Krankenanstaltskirche ab. Das Kirchengebäude wurde nach den Plänen der Architekten Karl Hupfer und Franz Gabrič im Jugendstil erbaut. Ursprünglich hätte sie im neugotischen Stil errichtet werden sollen. Als Vorbild diente Otto Wagners Kirche am Steinhof in Wien. 1909 wurde mit dem Bau begonnen. Die Konsekration der neuen Kirche zum Heiligsten Erlöser fand am 20. Mai 1912 statt und wurde vom Fürstbischof Leopold Schuster am selben Tag wie die Segnung des Krankenhauses durchgeführt. 1919 wurde die Kirche in den Rang einer Pfarrkirche erhoben, in der Matthäus Winter als erster Priester wirkte. Das Altarbild stammt vom akademischen Maler Alfred v. Schrötter und die 14 Bilder des Kreuzweges, sowie das Marienbildnis sind eine Nachbildung des italienischen Malers Donatello. 1982 erhielt die Kirche einen neuen Volksaltar aus hellem Marmor. Angeschlossen an die Pfarre ist auch die Seelsorgestelle Zentrum für Klinikpersonal Graz, die Krankenhausseelsorge im LKH Graz übernahmen bis zu ihrer Absiedelung 2013 auch die Dominikaner zu Münzgraben.
Für den Architekturhistoriker Friedrich Achleitner sieht die Kirche – obwohl Jahre später gebaut – wie ein Vorläufer der Steinhofkirche aus, der den Historismus noch nicht ganz überwunden hat.